# Geraldine Farrar
Geraldine Farrar (ur. 28 lutego 1882 w Melrose, zm. 11 marca 1967 w Ridgefield) – amerykańska śpiewaczka operowa, sopran liryczny.

## Życiorys
Urodziła się w rodzinie znanego w tamtych czasach amerykańskiego baseballisty w Melrose (Massachusetts). Studia odbywała w Bostonie, Nowym Jorku, Paryżu i Berlinie u Lilli Lehmann. Jej scenicznym debiutem w 1901 roku była rola Małgorzaty w operze Faust Ch. Gounoda w berlińskiej Operze Cesarskiej, gdzie śpiewała do roku 1906, by potem na szesnaście sezonów (do końca kariery) przenieść się do nowojorskiej Metropolitan Opera, występując również na innych znaczących scenach świata i śpiewając wiele znaczących ról, jak choćby Gilda w Rigoletcie G. Verdiego razem z Enrico Caruso, czy rola tytułowa podczas premiery w operze Amica Pietro Mascagniego, a także operach Pucciniego, Giordano, Thomasa czy Masseneta.
W historii opery, a także kina zapisała się Farrar przede wszystkim rolą Carmen w filmie z 1915 roku, którego reżyserem był Cecil De Mile. Jako pierwsza śpiewaczka wystąpiła tym samym na ekranie filmowym. Mimo iż sam film był niemy, fanów, doceniających również aktorski talent śpiewaczki, jej udział w przedsięwzięciu zachęcił do pójścia do kin. Oficjalnie karierę zakończyła w MET 22 kwietnia 1922 roku operą Zazá R. Leoncavalla, występując potem tylko w czasach II wojny światowej dla żołnierzy amerykańskich. Po 1922 roku osiadła w Ridgefeld niedaleko Nowego Jorku.